# Tap! Tap! Tap!
Tap! Tap! Tap! è un cortometraggio muto del 1915 diretto da Paul Powell.

## Produzione
Il film fu prodotto dalla Lubin Manufacturing Company.

## Distribuzione
Distribuito dalla General Film Company, il film - un cortometraggio in due bobine - uscì nelle sale cinematografiche USA il 9 giugno 1915.